# تپه چیا بل ۲
تپه چیا بل ۲ مربوط به دوره اشکانیان است و در شهرستان سلسله (الشتر)، بخش مرکزی، دهستان دوآب، ۳۵۰م جنوب شرق روستای چیابل واقع شده و این اثر در تاریخ ۳۰ بهمن ۱۳۸۶ با شمارهٔ ثبت ۲۱۱۲۸ به‌عنوان یکی از آثار ملی ایران به ثبت رسیده است.